# Thomson Reuters
Thomson Reuters Corporation (TSX: TRI NYSE: TRI) är en leverantör av information och nyheter. Bolaget skapades genom att Thomson Corporation köpte Reuters den 17 april 2008. Thomson Reuters huvudkontor ligger på 3 Times Square i New York. The Woodbridge Company, ett holdingbolag för familjen Thomson i Kanada, äger 53 % av bolaget, som är verksamt i 100 länder och har över 60 000 anställda. Thomson Reuters rankades som Kanadas "ledande företagsvarumärke" i Interbrand Best Canadian Brands ranking år 2010. Thomson Reuters har två divisioner, Professional och Markets.
Bland företagets produkter finns databasen Web of Science.